# مجموعة الحقوق المفتوحة
مجموعة الحقوق المفتوحة (ORG)هي منظمة يقع مقرها في المملكة المتحدة وتعمل على حفظ الحقوق الرقمية والحريات من خلال تنظيم حملات خاصة بقضايا الحقوق الرقمية، حيث تقدم خدمات تبادل المعلومات الإعلامية التي تمكن الصحفيين من التواصل مع الخبراء، ومن خلال تعزيز وجود مجموعة من النشطاء الشعبيين. وتقوم حملاتها ضد نظام إدارة الحقوق الرقمية (DRM)، وتمديد فترة حماية حقوق التأليف والنشر الممنوحة للتسجيلات الصوتية، والتصويت الإلكتروني، والعديد من القضايا الأخرى.

## معلومات تاريخية
أنشأ هذه المنظمة كل من داني اوبراين، وكوري دكتورو، وإيان براون، وروفس بولوك، وجيمس كرونين، وستيفان ماجدالينسكي، ولويز فيرجسون، وسو شارمان بعد الانتهاء من حلقة نقاش في مؤتمر التكنولوجيا المفتوحة عام 2005. وقد أنشأ اوبراين تعهدًا في بنك التعهدات في يوم 23 يوليو 2005، مع تحديد موعد نهائي في 25 ديسمبر 2005، قائلاً: «سوف أقوم بإنشاء نظام دائم بجمع 5 جنيهات شهريًا لدعم المؤسسة التي ستقوم بحملات خاصة بالحقوق الرقمية في المملكة المتحدة فقط إذا قام 1000 شخص آخر بالعمل ذاته». وقد وصل عدد التعهدات إلى 1000 شخص في 29 نوفمبر 2005. وتم إطلاق مجموعة الحقوق المفتوحة في جلسة «بيع» في سوهو، لندن.

## العمل
قدمت المجموعة التقارير الخاصة باستفسار مجموعة الإنترنت لجميع الأطراف (APIG) عن إدارة الحقوق الرقمية. واستعراض غاورس للملكية الفكرية.
تم تكريم المجموعة في حفل توزيع جوائز الأخ الأكبر للمؤسسات الخيرية العالمية المعنية بالخصوصية عام 2008، بجانب حملة المعارضة البريطانية للدفاع عن الخصوصية (No2ID)، ومجموعة الحرية، ومؤسسة جينووتش البريطانية، وغيرها، تقديرًا لجهودها في الحفاظ على الدولة وإبعاد المراقبة على نطاق واسع على الشركات.
في عام 2010 عملت المجموعة مع منظمة 38 درجة لمعارضة تطبيق قانون الاقتصاد الرقمي، الذي صدر في أبريل عام 2010.

## الأهداف
- رفع مستوى الوعي بانتهاكات الحقوق الرقمية في وسائل الإعلام.
- توفير مركز لتبادل المعلومات الإعلامية، للتواصل بين الصحفيين والخبراء والنشطاء.
- الحفاظ على الحريات المدنية التقليدية وتوسيع نطاقها في العالم الرقمي.
- التعاون مع منظمات الحقوق الرقمية الأخرى ذات الصلة.
- تنشئة مجتمع من المتطوعين في الحملات، يبدأ بالنشطاء الشعبيين وينتهي بالخبراء الفنيين والقانونيين.

## مجالات الاهتمام
الذي أصدرته الحكومة البريطانية
على الرغم من تركيز المنظمة على تأثير التكنولوجيا الرقمية على حرية المواطنين في المملكة المتحدة، فإنها تملك مجموعة واسعة وواضحة من الاهتمامات التي تدخل ضمن هذه الفئة. وتشمل هذه الاهتمامات:

### الوصول إلى المعرفة
- حقوق التأليف والنشر
  - الملكية العامة
  - البرمجيات الحرة والبرمجيات مفتوحة المصدر
  - المشاع الإبداعي
- إدارة القيود الرقمية
- براءات اختراع البرمجيات
- حق نشر التاج الملكي

### الحكومة والديمقراطية
- التصويت الإلكتروني
- حرية تشريع المعلومات

### الخصوصية والمراقبة والرقابة
- نظام تتبع السيارات الآلي
- سجلات الحمض النووي لدى الشرطة
- قاعدة البيانات الطبية للمرضى في هيئة الخدمات الصحية الوطنية
- الاحتفاظ ببيانات الاتصالات
- إدارة الهوية
- تحديد الهوية باستخدام موجات الراديو
- حيادية الشبكة

## الهيكل
يعمل لدى مجموعة الحقوق المفتوحة موظفون بأجر، حيث تضم في عضويتها:
- جيم كيلوك (المدير التنفيذي)
- بيتر برادويل (ناشط)
- خافيير رويز دياز (ناشط)

ومن بين الموظفين السابقين سو شارمان-أندرسون وبيكي هوج وكلاهما مدير تنفيذي، ومنسق التصويت الإلكتروني جايسون كيتكات، والناشط الشعبي كاتي ساتون والمديرة كاترينا منياداكي. ويرعى المجموعة نيل جيمن. وبحلول فبراير 2011 كان لدى المجموعة 22000 مؤيد منهم 1400 مساهم بالدفع.

## المجلس الاستشاري وأعضاء مجلس الإدارة
بالإضافة إلى الموظفين والمتطوعين، توجد لجنة استشارية تتكون من أكثر من ثلاثين عضوًا، ومجلس إدارة يشرف على مجموعة العمل، والموظفين، وتنفيذ السياسات وجمع التبرعات. وأعضاء المجلس الحالي هم:
- أوين بلاكير
- جيمس كرونين
- جون إليوت
- ماريا فاريل
- بن لوري
- هاري ميتكالف
- أليك مافيت
- سيمون فيبس
- ميلينا بوبوفا

## مؤتمر مجموعة الحقوق المفتوحة
كان مؤتمر مجموعة الحقوق المفتوحة أول مؤتمر على الإطلاق يخصص للحقوق الرقمية في المملكة المتحدة، وقد تم التسويق له باعتباره «دورة مكثفة في الحقوق الرقمية». وعُقد المؤتمر في 24 يوليو عام 2010 في جامعة سيتي في لندن وشمل محادثات رئيسية من كوري دكتورو وسياسيين وجماعات ضغط مماثلة بما في ذلك مجموعة الحرية، وحملة المعارضة البريطانية للدفاع عن الخصوصية (NO2ID) وجماعة بيج براذر ووتش.